# Garibaldi Spighi
Garibaldi Spighi, född 12 juni 1891 i Pisa, död 9 juli 1978, var en italiensk ryttare.
Spighi blev olympisk silvermedaljör i fälttävlan vid sommarspelen 1920 i Antwerpen.